# بهترین مثال
بهترین مثال فیلمی از تلویزیون لایف‌تایم محصول سال ۲۰۰۸ به کارگردانی دن آیرلند و بازیگری هری کونیک جونیور، رجینا کینگ و آماندا باینس.
داستان فیلم بر اساس زندگی واقعی دکتر دنیس سلمون و کتاب هر-۲ (HER2): ساخت هرسپتین، انقلاب در درمان سرطان سینه اثر رابرت بازل ساخته شده است. ویوین رادکوف علاوه بر نوشتن فیلم‌نامه یکی از تولیدکنندگان اجرایی فیلم نیز بوده است. رنی زلوگر به همراه نیل مرون و کریگ زادان از دیگر تولیدکنندگان اجرایی فیلم بوده‌اند.

## بازیگران و شخصیت‌ها
- هری کانیک جونیور در نقش دنیس سلمون
- پائولا کیل در نقش دونا، همسر دکتر سلمون
- آنجی هارمون در نقش لیلی تارتیکوف
- برنادت پیترز در نقش باربارا برادفیلد
- رجینا کینگ در نقش الی، طراح مد
- جان بنجامین هیکی در نقش بلک راجرز، دوست دکتر سلمون
- آماندا باینس در نقش جمی، دانشجوی دستیار دکتر سلمون
- سوزی کرتز در نقش الیزابت
- تامی بلنچارد در نقش نیکول، اولین زنی که داروی هرسپتین دریافت کرد
- امی مدیگان در نقش فران ویسکو
- ترودی استایلر در نقش تینا
- جنیفر کولیج در نقش تیش
- رودا گریفیس در نقش بیندی هاون
- ویلیام رگسدیل در نقش اندی مارکس